# Arbeiterkolonie Lühlerheim
Die Arbeiterkolonie Lühlerheim ist heute eine Sozialeinrichtung der freien, gemeinnützigen Evangelischen Stiftung Lühlerheim für Senioren sowie für „Menschen mit besonderen sozialen Schwierigkeiten“. 1886 wurde sie als Arbeiterkolonie des „Rheinischen Vereins wider die Vagabundennoth“ in der Lühlerheide eröffnet, einer Heidelandschaft in Weselerwald, heute ein Ortsteil von Schermbeck. Als kirchliche Stiftung privaten Rechts unterliegt sie der Aufsicht des Landeskirchenamts der Evangelischen Kirche im Rheinland in Düsseldorf.

## Geschichte
Am Ende der 1870er und zu Beginn der 1880er Jahre hatten im Deutschen Kaiserreich als Folge der Bevölkerungsentwicklung und der Gründerkrise die „Vagabundennoth“ und die mit ihr verbundene „Wanderbettelei“ und Obdachlosigkeit ein auffälliges Ausmaß des Prekariats und einen als besonders kritisch empfundenen Aspekt der Sozialen Frage geschaffen. Dies rief Kräfte der Inneren Mission um Friedrich von Bodelschwingh auf den Plan, als Fürsorge eine Einrichtung im Sinne einer Wanderarbeitsstätte, einer „Herberge zur Heimath“, eines Arbeitshauses, einer Resozialisierungsanstalt und eines „Arbeitsnachweises“ zu schaffen. In Form der Arbeiterkolonie Wilhelmsdorf errichteten sie 1882 in Sende bei Verl in der Provinz Westfalen eine diesbezüglich als musterhaft angesehene Anlage.

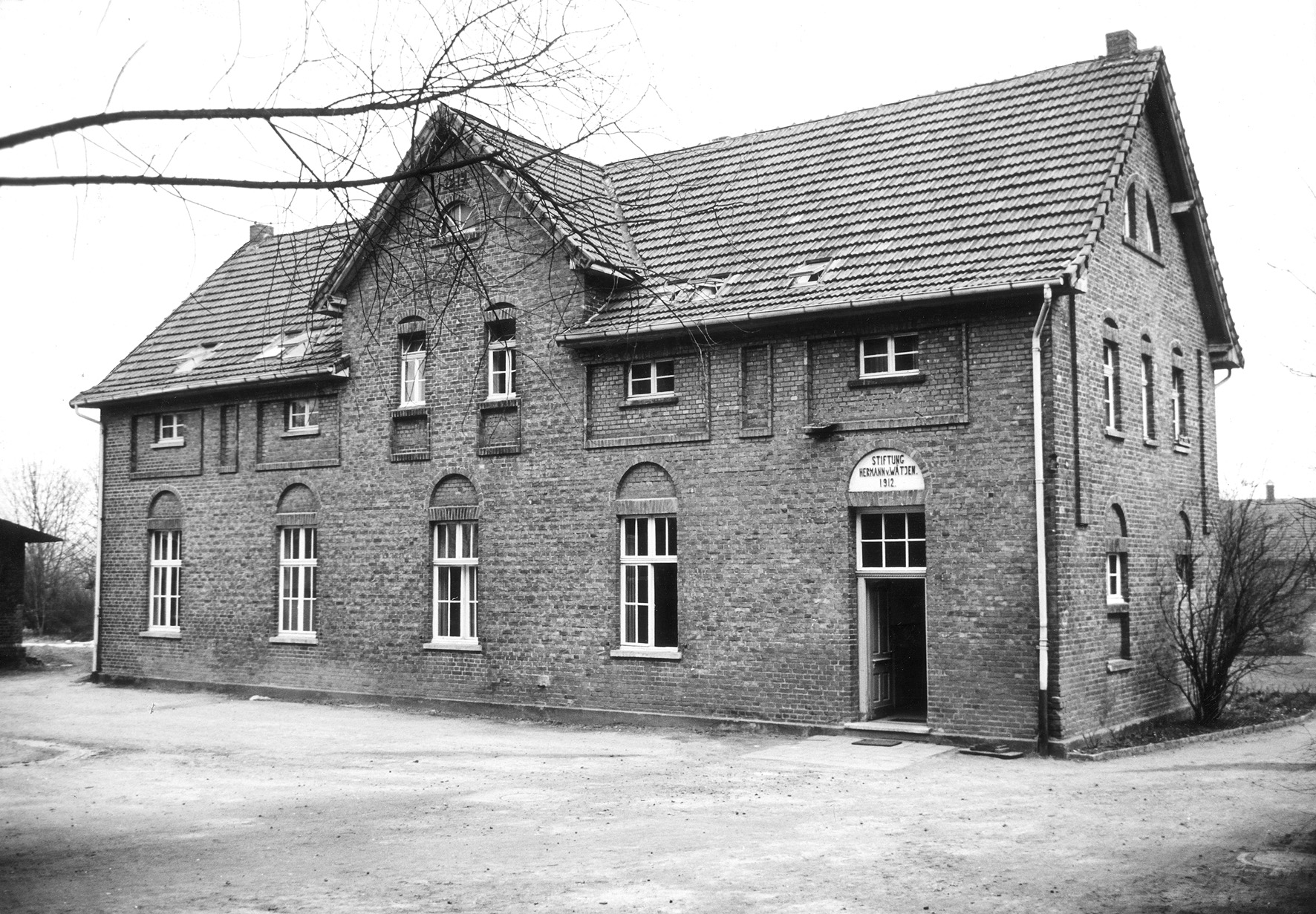
Haus der Arbeiterkolonie Lühlerheim

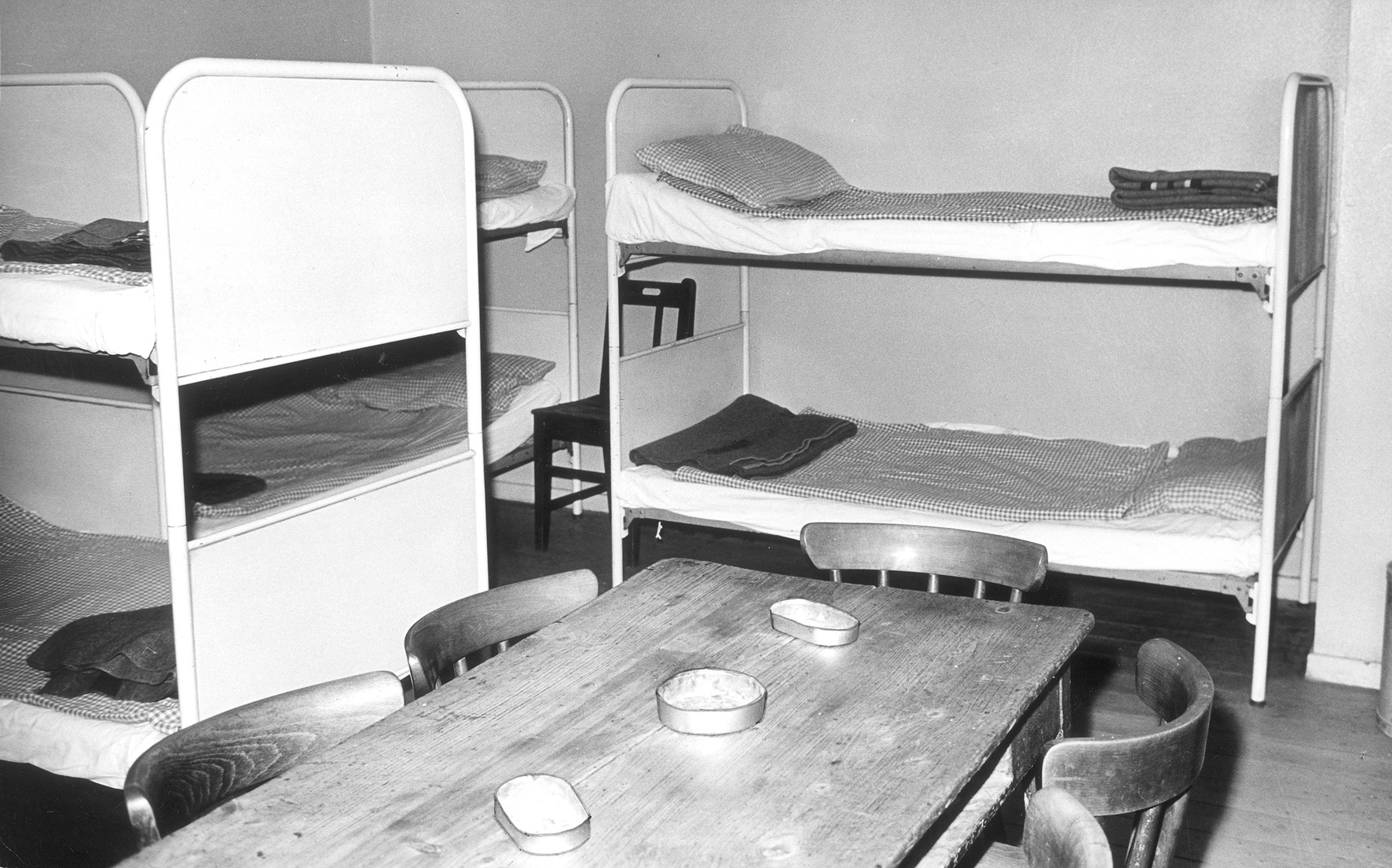
Inneneinrichtung

In der Rheinprovinz ging die Initiative zu einer ähnlichen Einrichtung von dem evangelischen Düsseldorfer Gefängnispfarrer Hermann Stursberg aus, einem Aktivisten der 1826 von Theodor Fliedner gegründeten „Rheinisch-Westfälischen Gefängnis-Gesellschaft“. Bereits am 7. Juli 1881 hatte er vor der 53. Generalversammlung dieser Gesellschaft einen wegweisenden Vortrag über die „Vagabundenfrage“ gehalten. Darin hatte er insbesondere ausführlich dargestellt, dass das Justiz- und Gefängnissystem mit dem Problem überfordert sei und ein Arrest von Vagabunden keine Lösung biete, sondern eine „organisierte Naturalverpflegung gegen Arbeitsleistung“ angeboten werden müsse. 1883 konstituierte sich in Düsseldorf ein „Rheinischer Verein wider die Vagabundennoth“, der es sich zur Aufgabe machte, mittels Mitgliederbeiträgen zwei Arbeiterkolonien, eine katholische und eine evangelische, zu gründen. Anfang 1884 richtete der Verein einen konfessionsübergreifenden Spendenaufruf an die Bewohner der Rheinprovinz, der zusätzliche Mittel erbrachte. Außerdem warb er beim Provinziallandtag der Rheinprovinz ein zinsfreies Darlehen über 100.000 Mark ein. Für die zu gründende evangelische Arbeiterkolonie fand Stursberg nach einigem Suchen in der Lühlerheide einen gut 110 Hektar großen Standort für rund 100 Kolonisten, der im April 1884 offiziell besichtigt und als geeignet befunden wurde. Am 15. Februar bzw. 21. Mai 1886 konnte die Arbeiterkolonie eröffnet werden. 1888 war sie auf 120 Kolonisten eingerichtet. Nach Jahresberichten hatte im Zeitraum von Februar 1886 bis März 1887 eine Gesamtzahl von 520 Kolonisten die Einrichtung aufgesucht. Aus den in dieser Zeit angefallenen Betriebskosten von 34.778 Mark errechneten Statistiker einen Tagesbedarf von 76 Pfennig je Kolonist. Mit der Gründung einer „Stiftung Rheinische Evangelische Arbeiterkolonie Lühlerheim“ wurden im Jahr 1890 Korporationsrechte erlangt. Damit fand die Gründungsphase ihren Abschluss.
Besondere Verdienste um die Bereitstellung zusätzlicher Mittel für die Einrichtung erwarb sich in den 1900er Jahren der Düsseldorfer Regierungsrat a. D. und Landtagsabgeordnete Hermann von Wätjen, seinerzeit Vorsitzender des Kuratoriums des Lühlerheims, der in dieser Zeit Spendensammlungen organisierte und aus eigenen Mitteln eine Stiftung zugunsten der Arbeiterkolonie schuf.
1911 beschloss das Kuratorium der Arbeiterkolonie, deren Kolonisten zu Gottesdiensten die weiter entfernte evangelische Kirche von Drevenack oder zu Andachten ihren vielbenutzten Speisesaal aufsuchen mussten, die Errichtung einer eigenen Kapelle nach Plänen des Regierungsbaumeisters Karl Neuhaus aus Wesel. Nach dem Typus einer niederrheinischen Saalkirche wurde sie von den Kolonisten bis 1912 erbaut. 1984 erfuhr das Gebäude unter der Leitung von Dombaumeister Wolfgang Deurer eine umfassende Renovierung. Heute steht die Kapelle zusammen mit der historischen Arbeiterkolonie als Baudenkmal unter Schutz.